# Рассел, Джон (ум. 1405)
Сэр Джон Рассел из Стреншема в Вустершире (умер в 1405) — английский землевладелец, военный, администратор, придворный и политик.

## Происхождение
Его семья жила в Стреншеме ещё до 1283 года, когда его прадед Джеймс Рассел имел лицензию на создание там оратории в своем доме, а также владел поместьями Пиплтон и Дормстон в графстве Вустершир. Родившийся до 1357 года, он был сыном и наследником члена парламента Роберта Рассела из Стреншема и его жены Кэтрин, дочери Джона Вампейджа из Першора в Вустершире.

## Карьера
Прежде чем унаследовать семейные поместья, он, вероятно, прошел военную службу в Ирландии под командованием сэра Уильяма Виндзора, королевского лейтенанта (1369—1376). Позже он получил в аренду земли в Нортгемптоншире, конфискованные в 1378 году у жены Уильяма Виндзора Элис Перрерс, опальной любовницы короля Эдуарда III. В том же году он был посвящен в рыцари и был избран депутатом от Вустершира в парламентах 1378 и 1379 годов.
К 1382 году он женился, а в следующем году стал вассалом Томаса Бошана, графа Уорика. Четыре года спустя он перешел в королевский двор в качестве королевского рыцаря с пожизненным жалованьем. Во время Безжалостного парламента он получил лицензию на создание зубцов в своем доме в Стреншеме, от которого в 1924 году остались только рвы. Король Англии Ричард II, восстановив контроль над правительством, в 1389 году дал ему в пожизненную аренду монастырь Дирхерст в Глостершире.
В 1390 году Джон Рассел был членом английской команды в рыцарских поединках против французских рыцарей в Кале, а в 1391 году король Ричард сделал его магистром конницы (шталмейстером). Занимаясь на самых высоких уровнях управления, в 1395 году он назначил казначея и будущего архиепископа Роджера Уолдена одним из своих попечителей. Его обязанности снова привели его в Ирландию, возможно, для покупки лошадей, а в 1396 году он привез несколько лошадей в Париж в качестве подарка от короля дочери французского короля Изабелле, которая вскоре стала второй женой Ричарда.
Примерно в это же время Джон Рассел женился во второй раз на богатой вдове, которая вскоре умерла. В 1397 году, снова вернувшись в парламент от Вустершира, он получил выгоду от падения графа Уорика, приобретя несколько поместий графа в Вустершире. Оставив должность шталмейстера, он взял на себя больше административных и судебных обязанностей, был назначен членом Королевского совета и заседал в специальном парламентском комитете, который расследовал обвинения в государственной измене против Генриха Болингброка, будущего короля, и Томаса Моубрея, герцога Норфолка. Также в 1397 году он был назначен мировым судьей графств Вустершир, Глостершир, Саффолк, Оксфордшир и Уорикшир, но потерял все их в 1399 году, за исключением Вустершира.
В конце 1398 года Джон Рассел женился в третий раз на вдове трёх мужей, имевшей обширные земли в нескольких графствах, включая Бирмингем и Макссток в Уорикшире. Хотя он лояльно поддерживал усилия герцога Йоркского по борьбе с восстанием Генриха Болингброка в 1399 году, он избежал серьёзных репрессий, когда Генрих стал королем. Он не был исключен из Вустерширской мирной комиссии и был вызван на заседание совета в 1401 году.
Он составил завещание 7 апреля 1404 года и умер в доме своей второй жены в Летерингеме в Саффолке 31 января 1405 года, а его тело было доставлено в Стреншем для захоронения. Его вдова прожила, владея его землями, до 1423 года.

## Семья
До октября 1382 года он женился на Агнессе, фамилия которой не известна, и у них было шестеро детей, в том числе:
- Уильям, старший сын и наследник, который был членом парламента от Вустершира в марте 1416 года, но умер к марту 1419 года[1].
- Джон, умер после 1423 года[1].
- Маргарет, вышла замуж за сэра Ральфа Рочфорда из Сток-Рочфорда[1].
- Элизабет, вышла замуж за сэра Роберта Уингфилда из Летерингема и была матерью сэра Роберта Уингфилда[1].

Его второй женой была Маргарет (ум. 1397), дочь сэра Хью Гастингса из Элсинга в Норфолке и вдова сэра Джона Уингфилда из Летерингема в Саффолке.
В третий раз, примерно в январе 1399 года, он женился на Элизабет (ум. 1423), дочери и наследнице Уильяма Планша из Хавершема в Бакингемшире. Она была трижды замужем: 1-й муж — сэр Джон Бирмингем, 2-й муж — Роберт Грей, 4-й барон Грей из Ротерфилда (ум. 1388), 3-й муж — Джон Клинтон, 3-й барон Клинтон (ум. 1398). Она также была наследницей своей бездетной старшей сестры Кэтрин (ум. 1398), вдовы сэра Бернара Брокаса (ум. 1395).
Джон Рассел (ум. 1437), член парламента от Херефордшира, который стал хорошо известен как юрист и был избран спикером парламентов в 1423 и 1432 годах, возможно, был его внебрачным сыном.